# Lars Magnus Enberg
Lars Magnus Enberg, född 3 november 1787 i Västra Uggelsätter, Huggenäs socken, Värmlands län, död 20 november 1865 i Klara församling, Stockholm, var en pedagogisk och filosofisk skriftställare och ledamot av Svenska Akademien 1824 - 1865, stol 11.
Hans föräldrar var hemmansägaren och nämndemannen Lars Enberg och Märta Månsdotter.
Enberg, som var utrustad med grundliga och mångsidiga kunskaper, ägnade sig, sedan han i Uppsala 1809
vunnit den akademiska lagerkransen, åt lärarekallet och anställdes till en början 1812 vid universitetet som docent i praktisk filosofi. Efter tre år lämnade han denna befattning och ingick som adjunkt vid Stockholms katedralskola, där han 1820 befordrades till konrektor. Följande år utbytte han denna läroanstalt mot Stockholms gymnasium, där han blev lektor i filosofi, och även detta läroverks rektor. 
I sin ungdom omhuldad med ett nästan faderligt skydd av Nils von Rosenstein väcktes hos Enberg hågen för vittra studier. Efter att i Uppsala ha vunnit bifall och uppmärksamhet för ett Tal öfver freden i Kiel, uppträdde han bland de tävlande i Svenska akademien och erövrade kort efter vartannat tre särskilda gånger akademiens stora pris, nämligen 1814 för Äreminne öfver riksrådet och fältmarskalken grefve Johan Banér, 1815 för en Afhandling om sambandet emellan en rätt smak och en rätt förståndsodling och 1817 för Äreminne öfver K. rådet och fältmarskalken grefve Magnus Stenbock. Dessa vältalighetsprov beredde honom sedan den plats, som hans vän och gynnare von Rosenstein vid sitt frånfälle 1824 i den vittra areopagen lämnat ledig. 
Som ledamot av Svenska akademien blev han en av samfundets arbetande medlemmar i detta ords egentliga bemärkelse. Vad han som sådan verkat, därom lämnar akademiens språklära och hans värdefulla bidrag till förarbetena till hennes ordbok intyg. Såsom lärare gagnade han ej blott det läroverk, vid vilket han var fäst utan den svenska elementarbildningen i allmänhet genom flera goda läroböcker. Han har sålunda utgivit Försök till lärobok i psykologien 1824, Moralfilosofiens elementer 1830, Försök till en populär framställning af den allmänna teoretiska filosofiens grundläror, 1848, och Lärobok i logiken 1862.
Enberg var verksam i den av regeringen 1825 tillsatta skolkommittén, fick 1829 professors titel och avgick 1843 från lärarekallet.
Gift 1822 med Ulrika Karolina Bruce.